# Twan Vet
Twan Vet (Seoel, 1998) is een Nederlands dichter, schrijver en muzikant.

## Biografie
Vet begon na het afronden van het Johan van Oldenbarneveltgymnasium aan een studie kunstgeschiedenis aan de Universiteit Utrecht, maar na een half jaar beëindigde hij deze weer.
Hij maakte verschillende theaterprogramma's en werkt samen met onder meer Patrick Nederkoorn en Luuk Ransijn.
In 2021 was Vet Ambassadeur van de Vrijheid van het Bevrijdingsfestival Utrecht. Van 2021 tot 2024 was Vet stadsdichter van Amersfoort. Ook droeg hij zijn werk voor op onder meer Dichters in de Prinsentuin en Crossing Border.
In juni 2024 tekende Vet drie boekcontracten bij uitgeverij De Bezige Bij. In juni 2025 verscheen zijn poëziedebuut Troostpogingen.
In het najaar van 2025 neemt hij deel aan het nieuwe seizoen van De slimste mens.
Hij woont en werkt in Amersfoort.

## Werk
Zijn werk verscheen onder meer in literaire tijdschriften zoals Hollands Maandblad, Tirade, De Revisor, DW B, Het Liegend Konijn en Deus Ex Machina en in kranten zoals Algemeen Dagblad en NRC. Vet las zijn gedichten voor op radio en televisie.

## Discografie
- De blues voorbij (ep, 2019)
- Huiswaarts (single, 2020)
- Overmorgen (kom je terug) (debuutsingle Ransijn en Vet, 2021)